# Triaspis thoracica
Triaspis thoracica är en stekelart som först beskrevs av Curtis 1860.  Triaspis thoracica ingår i släktet Triaspis och familjen bracksteklar. Arten är reproducerande i Sverige. Inga underarter finns listade i Catalogue of Life.